# Гаково
Гаково је насеље у граду Сомбору, у Западнобачком управном округу, у Србији. Налази се у близини мађарске и хрватске границе, на надморској висини од 92 m.
Према попису становништва из 2022. године у Гакову је живело 1309 становника.

## Положај насеља
Гаково се налази на северозападу Бачке, између Сомбора на југу, Крушевља, Станишића и Риђице на североистоку, Растине на северу, и Бачког Брега, Колута и Бездана на западу. У административном смислу, насељу Гаково припада и насеље Крушевље.

## Име
Српски назив насеља Гаково усвојили су и Немци и Мађари, који су га користили у облицима Gakowa (немачки) и Gákova (мађарски), мада су се у овим језицима користили и називи Gaumarkt (немачки) и Gádor (мађарски).

## Историја
На овом терену се од 1658. године помиње истоимена пустара. Село је формирано вероватно у првој половини 18. века и према подацима из 1728. године било је настањено Србима. Године 1748. овамо се досељавају Немци из Апатина и Крушевља. Један број колониста досељен је и 1764. године. У Гакову су 1787. године живела 1.522 становника, а до 1910. године број становника се попео на 2.770. У ово доба, већину становништва у насељу чинили су Немци, а било је и нешто Срба и Мађара.
Овде се налазио логор Гаково до 1948. године.
Након протеривања Немаца после Другог светског рата, у селу је остало мало Срба и Хрвата, па је према попису из 1948. године у њему било само 59 становника. Попис није регистровао око 4.000 егејских Бугара, који су овде привремено боравили. Касније, после исељавања егејских Бугара, у насеље се досељава становништво пореклом из околине Мркоњић Града и Доње Пецке у Босни, као и из Бенковца, Братишковаца (Кричке) и Доњих Врбљана.
Од 1. јула 1957. године укинута је Општина Гаково и припојена најближој, најјачој комуни - Станишић. Заједно са Растином, Станишићем, Риђицом и Крушевљем Гаково је до 1965. године сачињавало Општину Станишић.
Гакову је 1971. године административно припојено и оближње насеље Крушевље.

## Карактеристике насеља
Насеље је настало у првој половини 18. века, када у Војводини још нису строго диференцирани принципи планске градње. Кроз њега је тада пролазио колски пут, који је био најкраћа веза Сомбора и Баје, и дуж тог пута је формирана главна улица. Каснијим ширењем, изграђене су три уже попречне улице, као и једна улица паралелна са главном. Центар села је у средини главне улице, а у њему се налазе неке од јавних служби, управа земљорадничке задруге и црква. Основна школа је лоцирана источно од главне улице. Село има своју месну канцеларију, пошту, здравствену станицу, зубну амбуланту, банку, сопствени водовод и асфалтиране улице.

## Привреда
У насељу постоји пољопривредно предузеће А. Д. „Граничар“, које се бави ратарском и сточарском производњом. Гаково је претежно аграрна средина, а по попису из 2002. године пољопривредна занимања ангажовала су 52,2% активног становништва у насељу. Мање од половине радника ради ван села, а једино индустријско предузеће у насељу је циглана. Пољопривредно становништво Гакова претежно је запослено у локалном пољопривредном комбинату, којем припадају готово све обрадиве површине у околини. У насељу ради и десетак угоститељских и трговачких објеката.

## Спорт
У Гакову нема активних спортских клубова. Некада је у овом месту био активан фудбалски и рукометни клуб истог имена "Граничар" и који су наступали углавном у најнижем фудбалском, односно рукометном рангу такмичења.

## Манифестације
Највећа манифестација у Гакову је сеоска слава „Свети Илија“, која се одржава 2. августа.

## Саобраћај
Кроз село пролази локални пут, који повезује Сомбор са још два насеља сомборске општине, Растином и Крушевљем. Уз југоисточну ивицу Гакова је железничка пруга Сомбор — Риђица — Баја, која је изграђена 1895. године. После Првог светског рата на њој је саобраћај одржаван само до Риђице, а 1988. године је потпуно обустављен.

## Демографија
У насељу Гаково живи 1746 пунолетних становника, а просечна старост становништва износи 39,4 година (38,3 код мушкараца и 40,5 код жена). У насељу има 694 домаћинства, а просечан број чланова по домаћинству је 3,17.
Ово насеље је углавном насељено Србима (према попису из 2002. године).
|  |

| Демографија | Демографија | Демографија |
| Година      | Становника  | Становника  |
| ----------- | ----------- | ----------- |
| 1948.       | 62          |             |
| 1953.       | 1.477       |             |
| 1961.       | 2.022       |             |
| 1971.       | 2.014       |             |
| 1981.       | 2.122       |             |
| 1991.       | 2.073       | 2.059       |
| 2002.       | 2.201       | 2.236       |
| 2011.       | 1.811       |             |

| Етнички састав према попису из 2002.‍ | Етнички састав према попису из 2002.‍ | Етнички састав према попису из 2002.‍ | Етнички састав према попису из 2002.‍ | Етнички састав према попису из 2002.‍ |
| ------------------------------------ | ------------------------------------ | ------------------------------------ | ------------------------------------ | ------------------------------------ |
|                                      |                                      |                                      |                                      |                                      |
| Срби                                 | Срби                                 |                                      | 1.805                                | 82,00%                               |
| Хрвати                               | Хрвати                               |                                      | 101                                  | 4,58%                                |
| Југословени                          | Југословени                          |                                      | 101                                  | 4,58%                                |
| Мађари                               | Мађари                               |                                      | 46                                   | 2,08%                                |
| Македонци                            | Македонци                            |                                      | 17                                   | 0,77%                                |
| Црногорци                            | Црногорци                            |                                      | 14                                   | 0,63%                                |
| Буњевци                              | Буњевци                              |                                      | 10                                   | 0,45%                                |
| Роми                                 | Роми                                 |                                      | 6                                    | 0,27%                                |
| Немци                                | Немци                                |                                      | 4                                    | 0,18%                                |
| Бошњаци                              | Бошњаци                              |                                      | 4                                    | 0,18%                                |
| Муслимани                            | Муслимани                            |                                      | 3                                    | 0,13%                                |
| Украјинци                            | Украјинци                            |                                      | 2                                    | 0,09%                                |
| Словаци                              | Словаци                              |                                      | 1                                    | 0,04%                                |
| Албанци                              | Албанци                              |                                      | 1                                    | 0,04%                                |
| непознато                            | непознато                            |                                      | 1                                    | 0,04%                                |

| \| \| м \| \| \| ж \| \| ? \| 0 \| \| \| 0 \| \| 80+ \| 7 \| \| \| 21 \| \| 75—79 \| 26 \| \| \| 31 \| \| 70—74 \| 46 \| \| \| 56 \| \| 65—69 \| 59 \| \| \| 83 \| \| 60—64 \| 72 \| \| \| 81 \| \| 55—59 \| 49 \| \| \| 68 \| \| 50—54 \| 70 \| \| \| 85 \| \| 45—49 \| 101 \| \| \| 77 \| \| 40—44 \| 86 \| \| \| 64 \| \| 35—39 \| 92 \| \| \| 71 \| \| 30—34 \| 73 \| \| \| 76 \| \| 25—29 \| 76 \| \| \| 68 \| \| 20—24 \| 79 \| \| \| 77 \| \| 15—19 \| 70 \| \| \| 57 \| \| 10—14 \| 74 \| \| \| 80 \| \| 5—9 \| 51 \| \| \| 75 \| \| 0—4 \| 58 \| \| \| 42 \| \| Просек : \| 38,3 \| \| \| 40,5 \| |      |  |  |      |
| |      |  |  |      |
| | м    |  |  | ж    |
| ? | 0    |  |  | 0    |
| 80+ | 7    |  |  | 21   |
| 75—79 | 26   |  |  | 31   |
| 70—74 | 46   |  |  | 56   |
| 65—69 | 59   |  |  | 83   |
| 60—64 | 72   |  |  | 81   |
| 55—59 | 49   |  |  | 68   |
| 50—54 | 70   |  |  | 85   |
| 45—49 | 101  |  |  | 77   |
| 40—44 | 86   |  |  | 64   |
| 35—39 | 92   |  |  | 71   |
| 30—34 | 73   |  |  | 76   |
| 25—29 | 76   |  |  | 68   |
| 20—24 | 79   |  |  | 77   |
| 15—19 | 70   |  |  | 57   |
| 10—14 | 74   |  |  | 80   |
| 5—9 | 51   |  |  | 75   |
| 0—4 | 58   |  |  | 42   |
| Просек : | 38,3 |  |  | 40,5 |

| Година пописа     | 1948. | 1953. | 1961. | 1971. | 1981. | 1991. | 2002. |
| ----------------- | ----- | ----- | ----- | ----- | ----- | ----- | ----- |
| Број домаћинстава | 18    | 392   | 538   | 553   | 587   | 626   | 694   |

| Број чланова      | 1   | 2   | 3   | 4   | 5  | 6  | 7  | 8 | 9 | 10 и више | Просек |
| ----------------- | --- | --- | --- | --- | -- | -- | -- | - | - | --------- | ------ |
| Број домаћинстава | 101 | 171 | 127 | 174 | 67 | 38 | 11 | 4 | 1 | 0         | 3,17   |

| Пол    | Укупно | Неожењен/Неудата | Ожењен/Удата | Удовац/Удовица | Разведен/Разведена | Непознато |
| ------ | ------ | ---------------- | ------------ | -------------- | ------------------ | --------- |
| Мушки  | 906    | 293              | 548          | 42             | 23                 | 0         |
| Женски | 915    | 182              | 549          | 154            | 30                 | 0         |
| УКУПНО | 1.821  | 475              | 1.097        | 196            | 53                 | 0         |

| Пол    | Укупно                    | Пољопривреда, лов и шумарство | Рибарство                            | Вађење руде и камена | Прерађивачка индустрија       |
| ------ | ------------------------- | ----------------------------- | ------------------------------------ | -------------------- | ----------------------------- |
| Мушки  | 532                       | 314                           | 0                                    | 0                    | 80                            |
| Женски | 344                       | 143                           | 0                                    | 0                    | 92                            |
| Укупно | 876                       | 457                           | 0                                    | 0                    | 172                           |
|        |                           |                               |                                      |                      |                               |
| Пол    | Производња и снабдевање   | Грађевинарство                | Трговина                             | Хотели и ресторани   | Саобраћај, складиштење и везе |
| Мушки  | 1                         | 57                            | 23                                   | 13                   | 17                            |
| Женски | 0                         | 4                             | 39                                   | 4                    | 3                             |
| Укупно | 1                         | 61                            | 62                                   | 17                   | 20                            |
|        |                           |                               |                                      |                      |                               |
| Пол    | Финансијско посредовање   | Некретнине                    | Државна управа и одбрана             | Образовање           | Здравствени и социјални рад   |
| Мушки  | 1                         | 0                             | 13                                   | 6                    | 4                             |
| Женски | 3                         | 0                             | 4                                    | 20                   | 25                            |
| Укупно | 4                         | 0                             | 17                                   | 26                   | 29                            |
|        |                           |                               |                                      |                      |                               |
| Пол    | Остале услужне активности | Приватна домаћинства          | Екстериторијалне организације и тела | Непознато            | Непознато                     |
| Мушки  | 3                         | 0                             | 0                                    | 0                    | 0                             |
| Женски | 6                         | 1                             | 0                                    | 0                    | 0                             |
| Укупно | 9                         | 1                             | 0                                    | 0                    | 0                             |